# Betracis miranda
Betracis miranda är en insektsart som först beskrevs av Ronald Gordon Fennah 1957.  Betracis miranda ingår i släktet Betracis och familjen Flatidae. Inga underarter finns listade i Catalogue of Life.